# Eisenbahnersportverein Admira Wien 1927-1928
Questa voce raccoglie le informazioni riguardanti lo Eisenbahnersportverein Admira Wien nelle competizioni ufficiali della stagione 1927-1928.

## Avvenimenti
Il Rapid Vienna vince il campionato trascinato dalle reti del miglior marcatore del torneo, Anton Schall (36 gol in 24 incontri).
La società di Vienna partecipa alla Coppa Mitropa uscendo subito contro lo Sparta Praga (5-1 a Praga, 3-5 a Vienna), futuri vincitori del torneo.

## Rosa
| N. |                    | Ruolo | Calciatore        |
| -- | ------------------ | ----- | ----------------- |
|    | Austria (bandiera) | P     | Friederich Franzl |
|    | Austria (bandiera) | D     | George Vozi       |
|    | Austria (bandiera) | D     | Rudolf Wostrak    |
|    | Austria (bandiera) | D     | Anton Koch        |
|    | Austria (bandiera) | D     | Josef Hassmann    |
|    | Austria (bandiera) | D     | Anton Janda       |
|    | Austria (bandiera) | D     | Hans Urbanek      |

| N. |                    | Ruolo | Calciatore   |  |
| -- | ------------------ | ----- | ------------ |  |
|    | Austria (bandiera) | C     | Karl Schott  |  |
|    | Austria (bandiera) | C     | Ignaz Siegl  |  |
|    | Austria (bandiera) | A     | Hans Klima   |  |
|    | Austria (bandiera) | A     | Franz Runge  |  |
|    | Austria (bandiera) | A     | Toni Schall  |  |
|    | Austria (bandiera) | A     | Karl Stoiber |  |